# San Marino Baseball Club
El San Marino Baseball Club es un equipo de béisbol profesional de la República de San Marino, que sin embargo participa en la temporada regular de la Italian Baseball League. Fue fundado en 1970 e incorporado como franquicia en 1985. Actualmente se encuentra patrocinado por Tecnología & Ambiente. Se tituló campeón de la IBL en la temporada 2011.

## Palmarés

### Scudetti (Títulos de Liga)
2 Títulos:
| Año  | Patrocinante |
| 2008 | T&A          |
| 2011 | T&A          |

### Copas Italia
2 Títulos:
| Año  | Patrocinante |
| 2006 | T&A          |
| 2009 | T&A          |

### Copa Campeones de Europa
1 Título:
| Año  | Patrocinante |
| 2006 | T&A          |

## Roster

### Receptores
| 28 | Simone Albanese |
| 55 | Mattia Reginato |
| 64 | Andrew Napoli   |

### Lanzadores
Carlos Quevedo